# کنسرسیوم سرطان خاورمیانه
کنسرسیوم سرطان خاورمیانه (به انگلیسی: Middle East Cancer Consortium (MECC)) به جهت انجام تحقیقات برای درمان بیماری سرطان در خاورمیانه تشکیل شد. این کنسرسیوم در سال ۱۹۹۶ تأسیس گردید. کشورهایی که در این کنسرسیوم عضو هستند شامل ایالات متحده آمریکا، قبرس، مصر، اسرائیل، اردن، تشکیلات خودگردان فلسطین و ترکیه می‌شود. هدف از تشکیل چنین کنسرسیومی این است که با درخواست و پشتیبانی از تحقیقات مشترک و آموزش منطقه ای، میزان بروز بیماری سرطان در خاورمیانه را کاهش دهد.
شعار کنسرسیوم سرطان خاورمیانه نیز این است:
«به همه مردم احترام بگذارید، در مبارزه با رنج‌های انسانی همکاری کنید و به ساختن یک پل برای درک بهتر بین همه کمک کنید.»